# Criterion (Zeitschrift)
Criterion war eine philosophische Zeitschrift in katalanischer Sprache. Sie erschien erstmals von 1925 bis 1936 und dann noch einmal von 1959 bis 1969.

## Geschichte
Die Zeitschrift wurde als erste katalanischsprachige philosophische Zeitschrift 1925 von dem Kapuziner Miquel d’Esplugues gegründet, der auch der erste Direktor war. Sie erschien zunächst alle drei Monate. Infolge des spanischen Bürgerkrieges musste ihr Erscheinen 1936 eingestellt werden. Nach 1959 enthielt sie Sammlungen philosophischer und religiöser Themen. Neuer Direktor war Basili de Rubí, der für kurze Zeit von Àlvar Maduell abgelöst wurde. Die Sammlung sollte eine Zeitschrift werden, aber die franquistischen Pressegesetze unter dem Minister Manuel Fraga Iribarne erlaubten das nicht. Somit musste die Zeitschrift 1969 erneut eingestellt werden.